# Sveti Juraj (Srbani)
Sveti Juraj, Kaštelir Sv. Jurja (deutsch Sankt Georg, auch der Vierzig Heiligen, Santi Quaranta) ist die Ruine einer frühgeschichtlichen Burg in der Nähe des Dorfes Srbani, Općina Brtonigla im kroatischen Teil Istriens.

## Lage
Die Ruine der mittelalterlichen Burg befindet sich auf einem Felsvorsprung, der sich nördlich über dem Tal und der Mündung des Flusses Mirna erhebt.
Sie ist heute nur über einen Fußweg erreichbar und zum größten Teil zugewachsen und dem Verfall überlassen. Eine der Schautafeln in der Nähe, die den Karst, dessen Vegetation und die Grotte Špilja Serbani (Pećina Ispod Sela Srbani) in der Nähe beschreiben, bezieht sich auf die Ruine.

## Beschreibung
Das am deutlichsten zu erkennende Merkmal der Ruine ist die noch bestehende Mauer. Sie steht in west-östlicher Richtung und ist etwa 40 m lang und etwa 5 bis 6 m hoch. Aufgrund des stark abschüssigen Geländes liegt der Boden auf der nördlichen Seite etwa 2 m tiefer. Daraus kann geschlossen werden, dass dies ein Teil der nördlichen Außenmauer der früheren Burg ist. In der Mitte ist sie etwa einen Meter dick.
Die Ruine der Kirche liegt etwa 50 m weiter östlich. Von ihr war vor allem die westliche Außenmauer mit dem Glockengiebel erhalten geblieben. Etwa zwischen 2015 und 2019 wurden die Außenmauern mit der Apsis teilweise wieder rekonstruiert.

## Geschichte der Burg

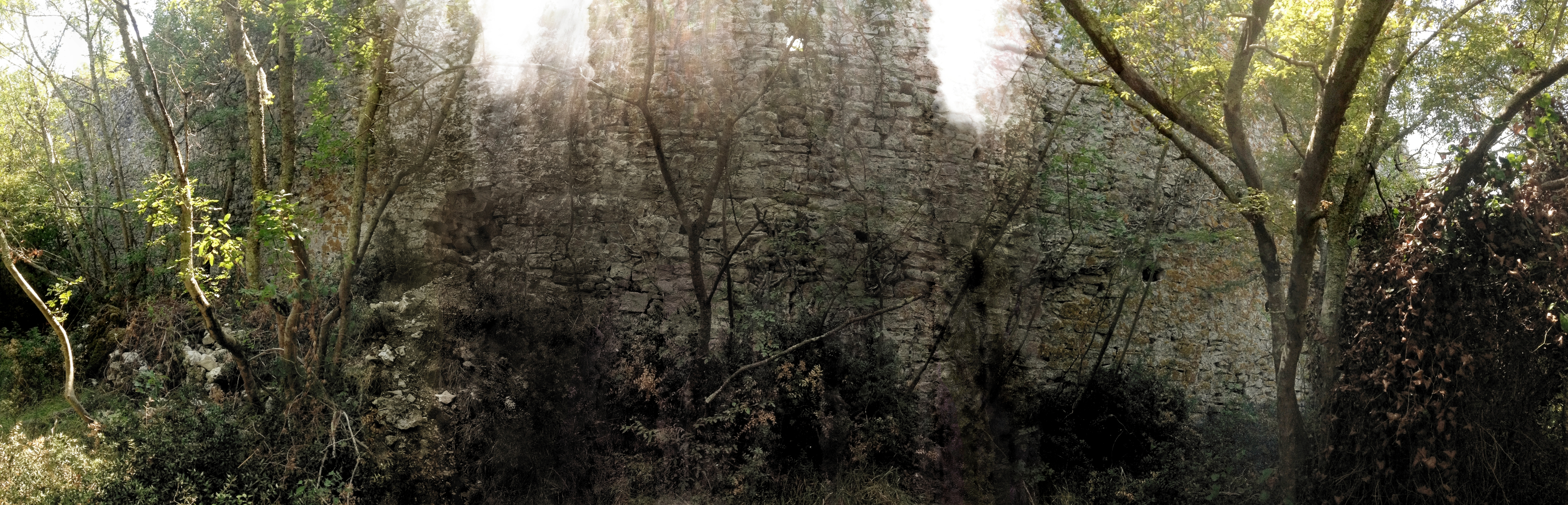
Ruine der Burg, Blick von der nördlichen Außenseite (2015)

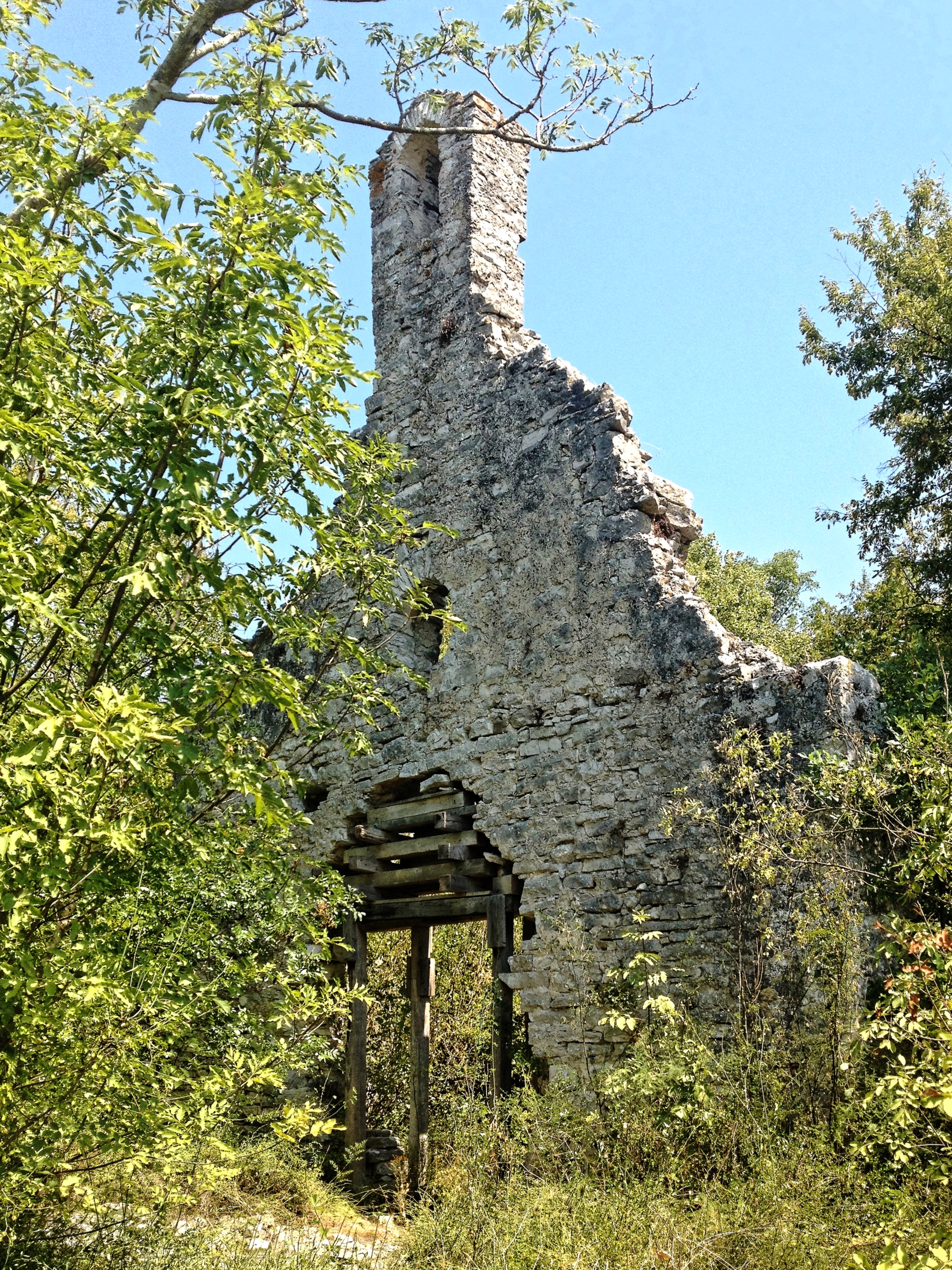
Gestützte Ruine der Kirche mit Glockengiebel

Eine zumindest zeitweise bewohnte Kastelliere bestand bereits in prähistorischer Zeit, wovon sichtbare Spuren wie eine dunkle, mit Keramikbruchstücken durchsetzte Kulturerde und stufenförmige Abarbeitungen, die vor allem an der Spitze der Felszunge zutage treten, zeugen. Auch eine mit Erdreich überdeckte Abschnittsmauer, die den Kastelliere nach Osten begrenzt hat, zeichnet sich im Unterholz ab. Ein aufgrund Räuberung zeitlich nicht einzuordnendes, mit Steinplatten ausgekleidetes Grab befindet sich in der Nähe der Ruine.
Das spätere Kastell Sv. Juraj ist ein befestigter Komplex mit einer gleichnamigen Kirche, die vom frühen Mittelalter bis in die zweite Hälfte des 14. Jahrhunderts benutzt wurde.
Im Jahre 992 war Alderus de Castro der Burgherr. 1230 sind Viadotto und Fabiano als Besitzer genannt.
Im Jahre 1260 erwarb der Patriarch von Aquileia, Gregorio von Montelongo (1251–1269) von Almerico qm. Vidotto drei Viertel und von Bianchino, Sohn des verstorbenen Ossalacco aus Momjan, das weitere Viertel der Burg. Er ließ sie restaurieren, erweitern und machte sie zu einem Stützpunkt für die Beaufsichtigung seiner istrischen Besitztümer. Nach Angriff durch die Republik Venedig 1291 und die Republik Genua 1354 verlor die Burg ihre politische und militärstrategische Bedeutung.
Sie wechselte oft den Besitzer. Der Patriarch verkaufte sie an Alberto Bratti aus Koper. Im Jahre 1420 wurde sie von der Serenissima an Grožnjan abgetreten. 1545 wurde die Burg samt ihrem Lehensgut für 1627 Dukaten von Alessandro Soranzo mit der Verpflichtung erworben, ein Vierzigstel des Ertrages für die Instandhaltung der Kirche Sankt Georg und Sankt Michael aufzuwenden. In späterer Zeit ging der Besitz an Bartolomeo und Bertuccio Manzini aus Buje über, die bis Mitte des 19. Jahrhunderts Eigentümer blieben.

## Kirche
Die romanische Kirche, von der heute noch Reste der nördlichen Außenmauern und die Fassade mit Glockengiebel erhalten sind, stammt aus dem 12. Jahrhundert. Sie diente über das Jahr 1476, in dem eine Pestepidemie in der Gegend wütete, hinaus noch bis 1820 als Pfarrkirche. Im Jahr 1622 befahl der Bischof von Novigrad Eusebio Caimo die Kirche zu verputzen und zu weißen und auf ihrer Spitze ein Kreuz zu errichten, damit sie von weitem von Seefahrern gesehen werden konnte.